# Кјеза (Вербано-Кузио-Осола)
Кјеза (итал. Chiesa) је насеље у Италији у округу Вербано-Кузио-Осола, региону Пијемонт.
Према процени из 2011. у насељу је живело 242 становника. Насеље се налази на надморској висини од 416 м.